# Daphnella allemani
Daphnella allemani is een slakkensoort uit de familie van de Raphitomidae. De wetenschappelijke naam van de soort is voor het eerst geldig gepubliceerd in 1931 door Bartsch.